# Cryptocephalus castilianus
Cryptocephalus castilianus – gatunek chrząszcza z rodziny stonkowatych i podrodziny Cryptocephalinae.
Gatunek ten został opisany w 1894 roku przez Juliusa Weise'a.
Występuje wyłącznie w Hiszpanii.